# Norwood-Tunnel

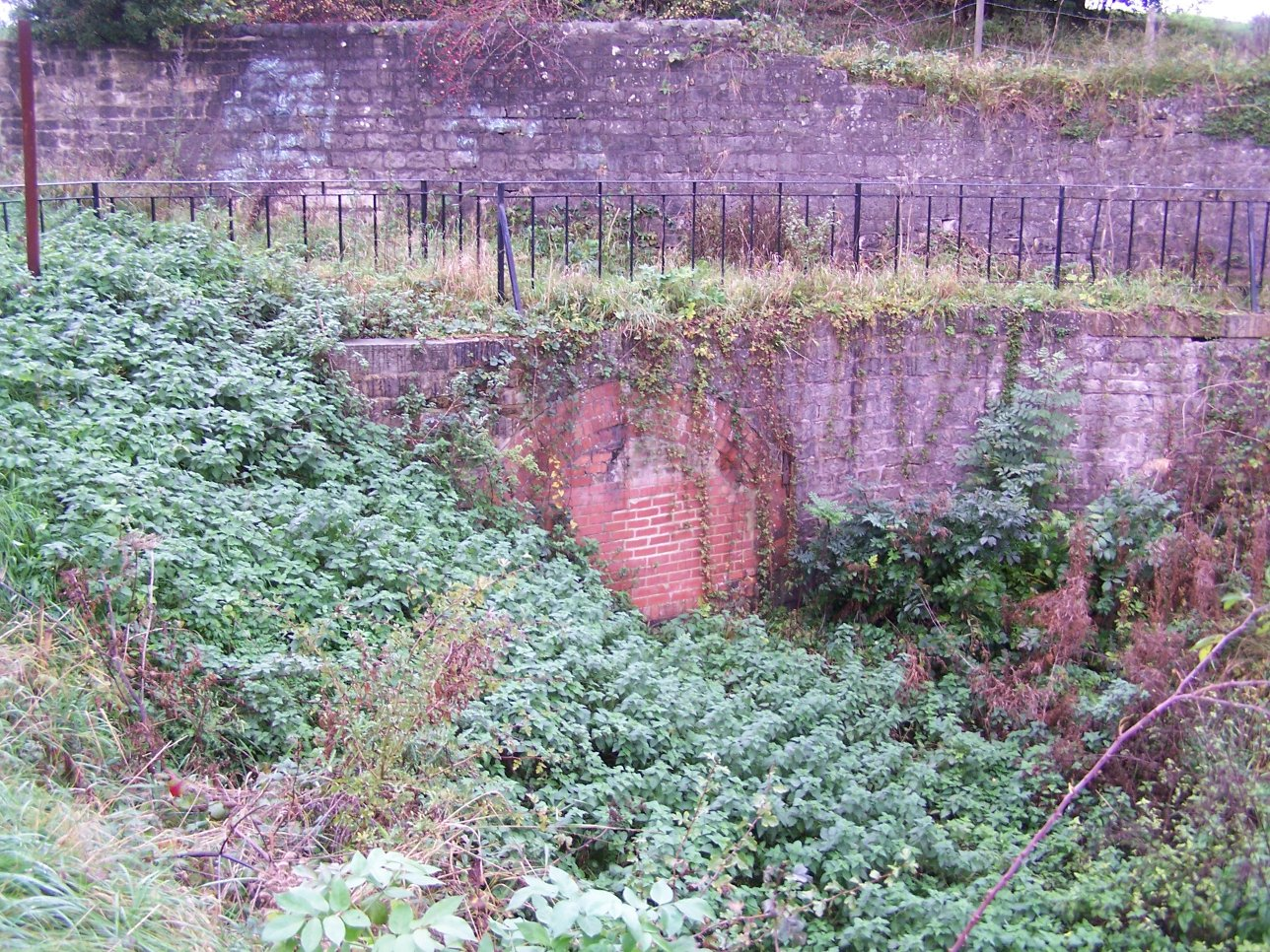
Das Ost-Portal des Norwood-Tunnels

Der Norwood-Tunnel war ein Schiffstunnel, der zum Chesterfield-Kanal gehörte. Das Westende des Tunnels liegt in Norwood, Derbyshire und das Ostende in Kiveton, South Yorkshire. Mit einer Länge von 2637 Meter war der Tunnel von 1775 bis 1777 der längste Tunnel der Erde.

## Geschichte
Der Tunnel wurde von 1771 bis 1775 erbaut und am 9. Mai 1775 offiziell eröffnet.
Auf Grund der geringen Breite von nur 3 Metern gab es am Rand des Tunnels keine Treidelpfade, von denen die unmotorisierten Boote gezogen werden konnten. Um Vortrieb zu generieren, wurden Boote deswegen von der Crew betrieben, indem diese gegen die Wände und die Decke des Tunnels drückten. Diese Technik nennt man „Legging“.

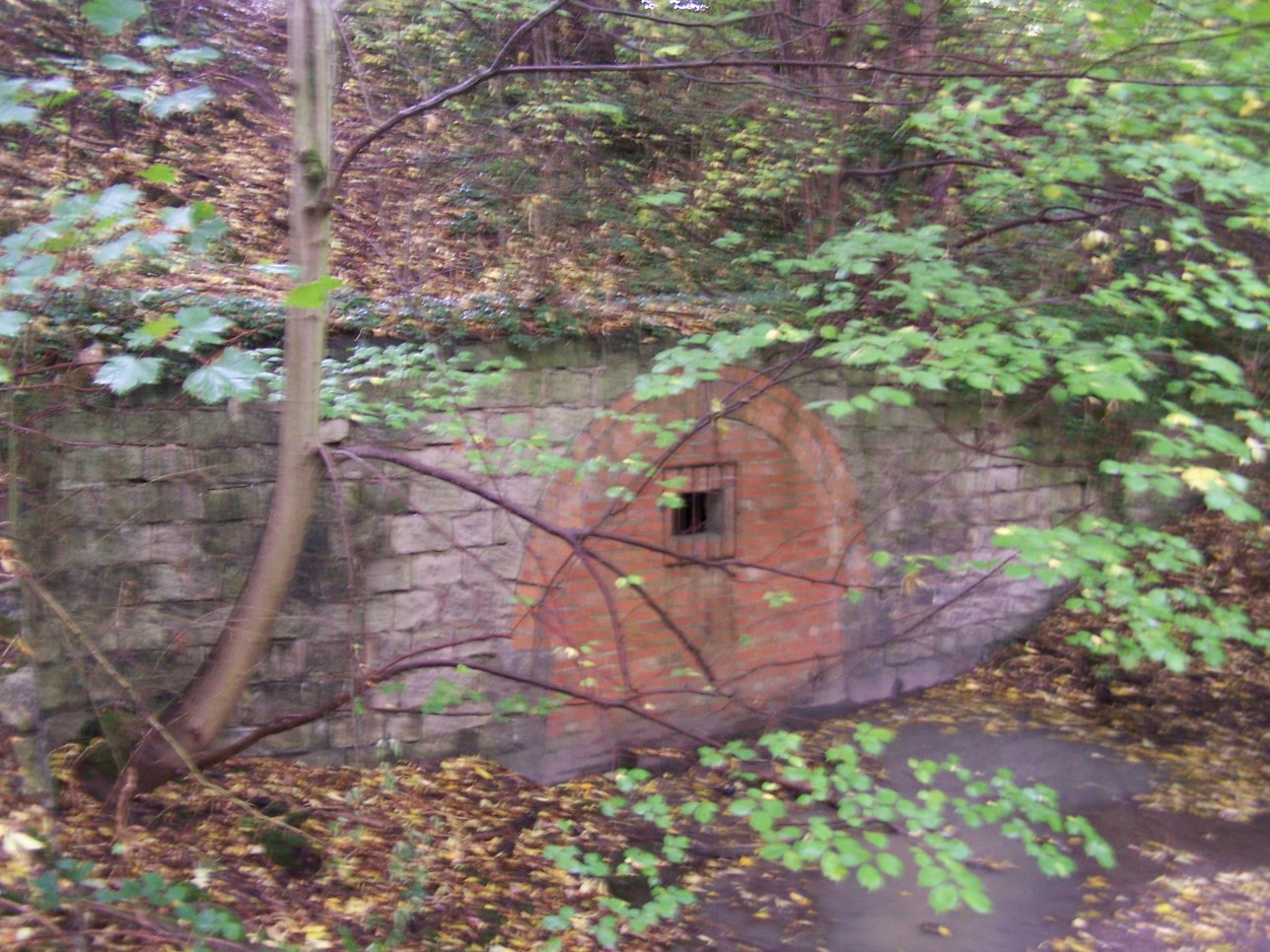
Das West-Portal des Norwood-Tunnels

Im Jahr 1907 musste der Tunnel schließlich aufgegeben werden, nachdem die Konstruktion durch Erschütterungen aus dem nahegelegenen Bergwerk beschädigt wurde. In Folge starker Regenfälle stürzte der Tunnel teilweise ein und wurde nicht mehr in Stand gesetzt.
Im Jahr 2016 konnten die Überreste der Tunnels erstmals wieder von Bewohnern der Region besichtigt werden.
Es gab immer wieder Pläne zur Wiedererrichtung des Tunnels, die jedoch bislang nie umgesetzt wurden.